# Kościół Matki Bożej z Góry Karmel w Amantei
Kościół pw. Matki Bożej z Góry Karmel (wł.: Chiesa di Santa Maria del Carmine) – zabytek sakralny (kościół) w kalabryjskim miasteczku Amantea, w prowincji Cosenza. Budynek pełni funkcję kościoła filialnego na terenie parafii św. Błażeja, w archidiecezji Cosenza-Bisignano.

## Historia
Niewielki, dedykowany Matce Bożej kościół, zbudowany został na terenie dawnej pustelni karmelitów. Obiekt, poświęcony w 1685 r., na przestrzeni lat był kilkukrotnie przebudowywany. W 1894 r. gruntowna renowacja tchnęła nowe życie w tę zabytkową budowlę. Kolejne remonty przeprowadzono w 1907 r. oraz 1994 r.
Aktualnie funkcjonuje on jako kościół filialny parafii św. Błażeja, w którym nabożeństwa odprawiane są w każdą niedzielę. W okresie świąt Bożego Narodzenia w nawie bocznej ustawiana jest szopka bożonarodzeniowa. Pod koniec Wielkiego Postu w tej samej nawie instalowana jest diorama, prezentująca wydarzenia Wielkiego Tygodnia w Jerozolimie. Ponadto − od czasu do czasu − w kościele organizowane są wystawy obrazów.

## Architektura
Malownicza, barokowa fasada świątyni zwrócona jest w stronę ulicy corso Umberto I, będącej główną arterią historycznego centrum Amantei. Po bokach fasady znajdują się dwie wieże- dzwonnice, zdobione ostrołukowymi oknami na trzech poziomach. Przy świątyni mieści się niewielki plac z figurką Matki Bożej, skąd rozpościera się panoramiczny widok na znaczną część miasteczka.
Wnętrze świątyni charakteryzuje się jedną nawą centralną, do której w środkowej części przylegają dwie niewielkie kaplice. Prostą architekturę wnętrza ubogacają malowidła i figury Matki Bożej (w ołtarzu głównym) oraz świętych, autorstwa lokalnych artystów kalabryjskich − Mariano Bossio da Lago i Rocco Bonavita da Amantea.

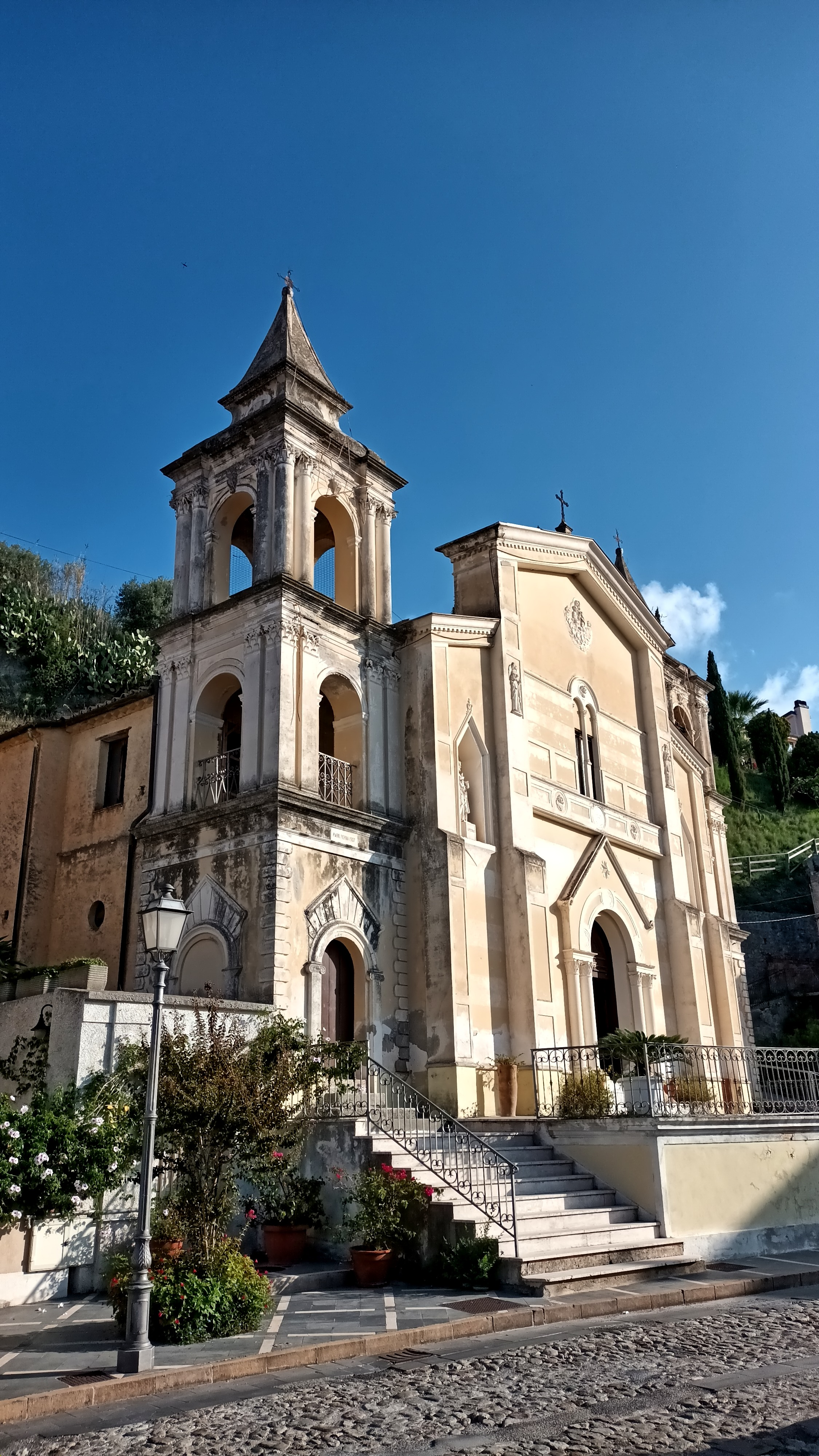
Widok od strony ulicy
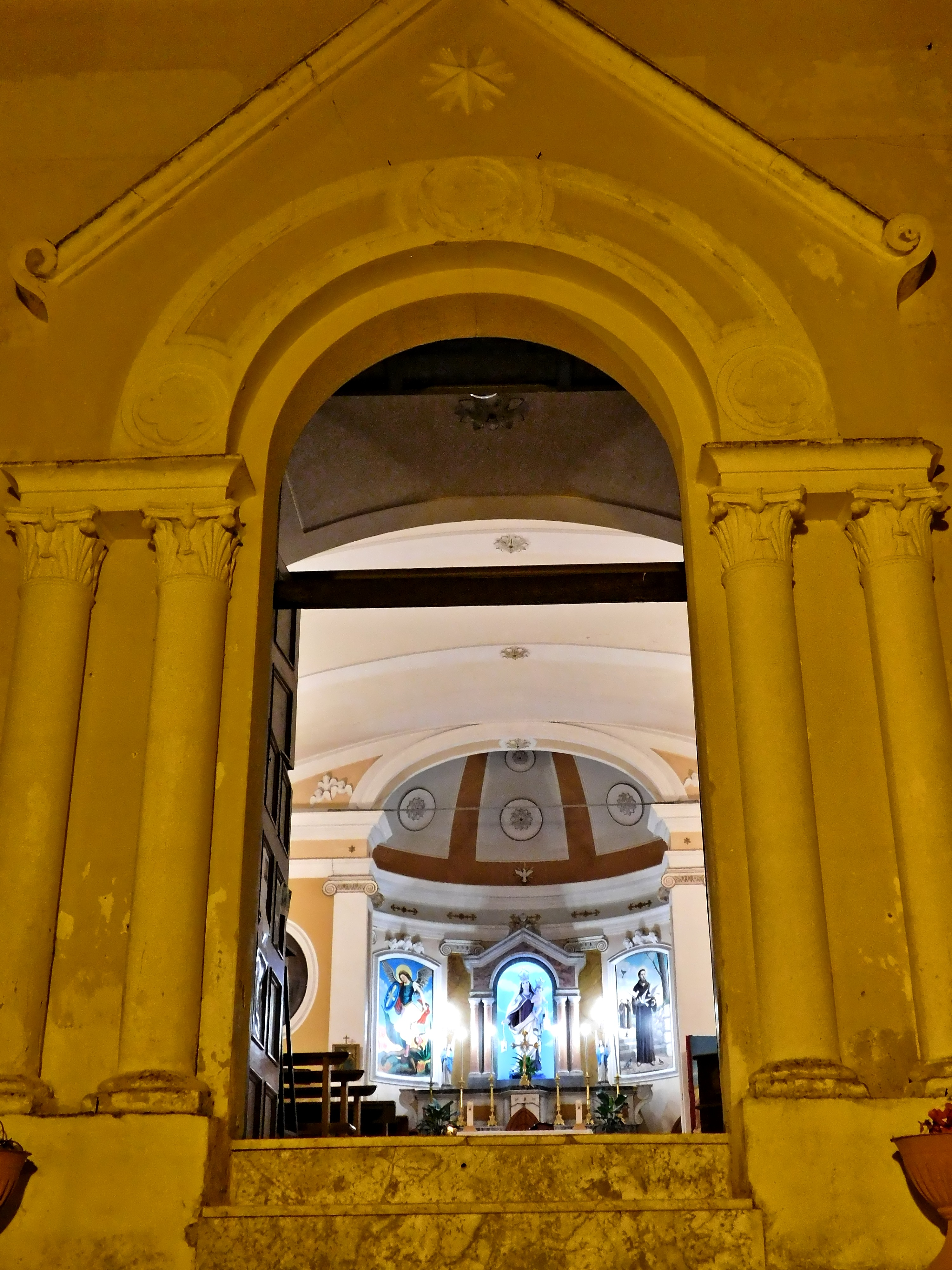
Wejście do świątyni
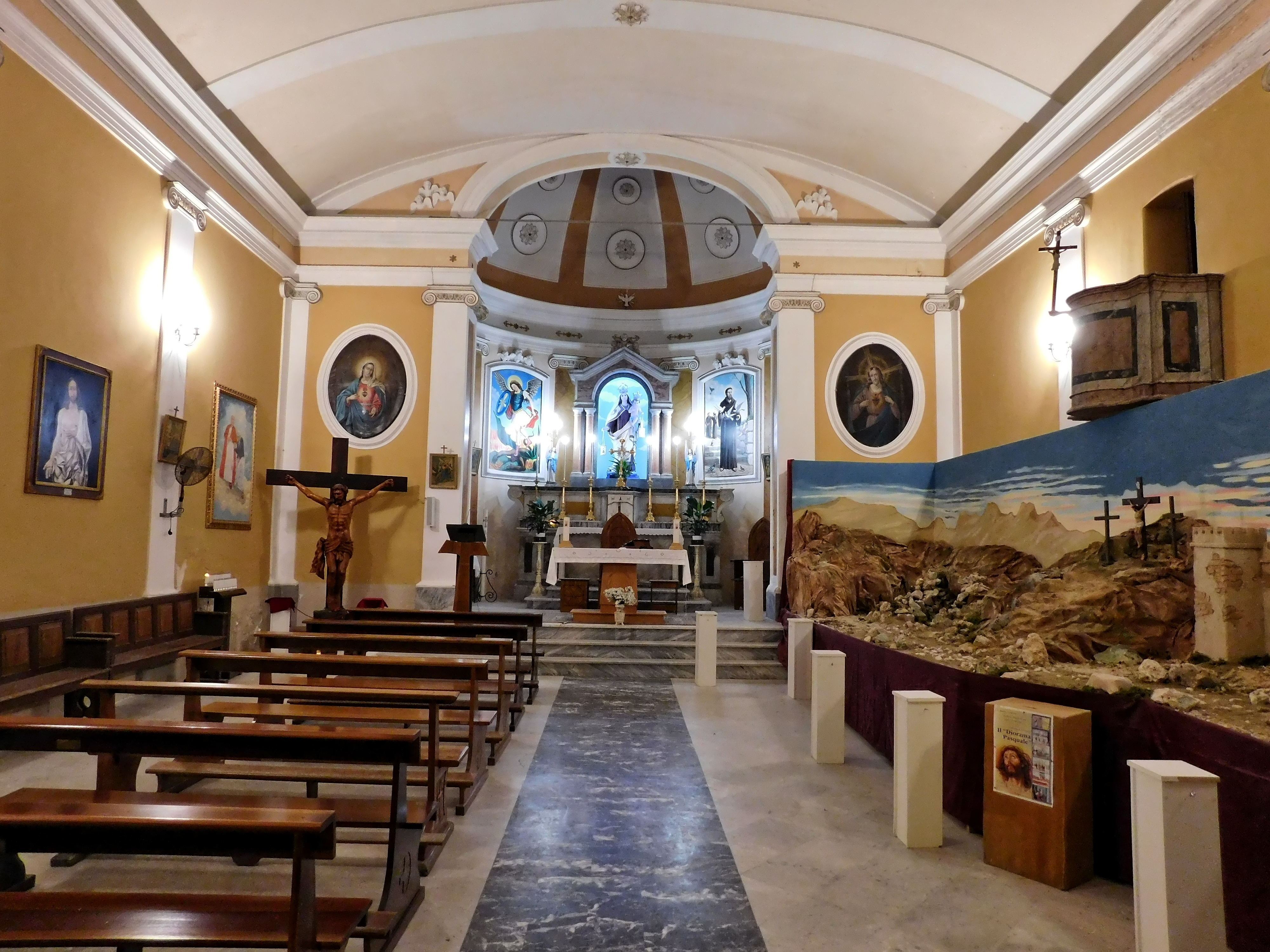
Wnętrze świątyni (w prawej nawie diorama wielkanocna)
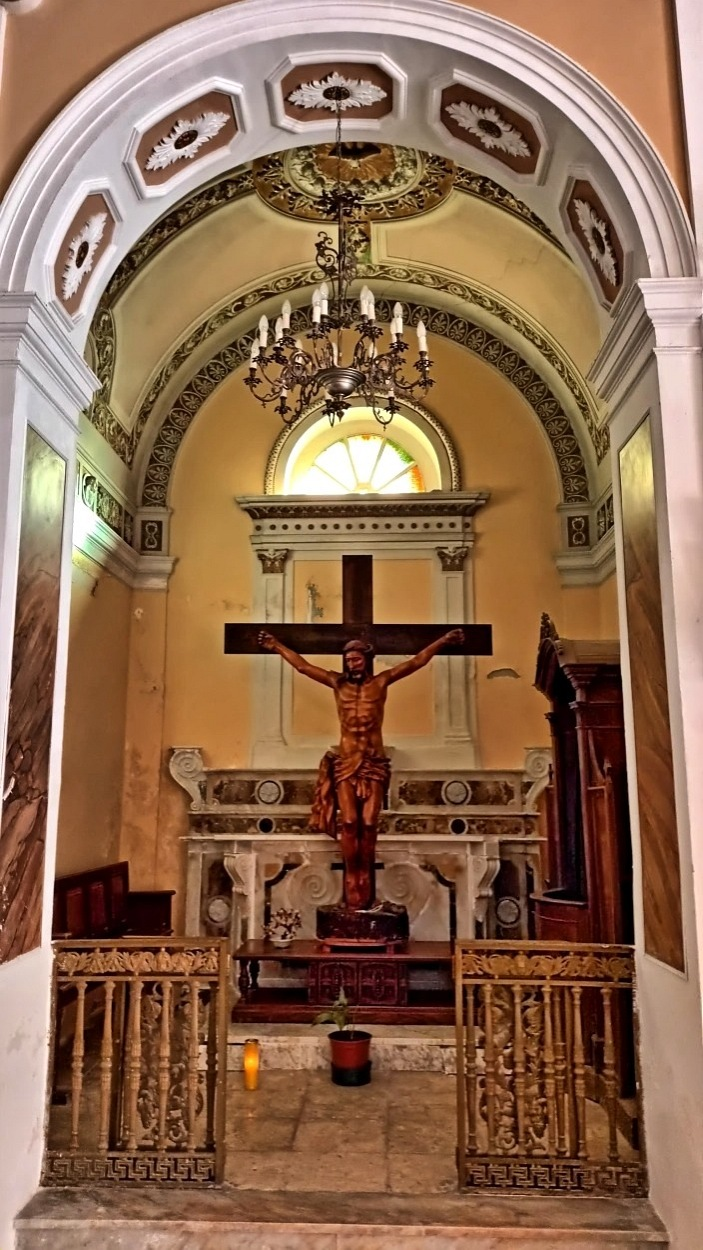
Zabytkowy krucyfiks